# Eduard van Beinum
Eduard van Beinum (Arnhem, 3 settembre 1901 – Amsterdam, 13 aprile 1959) è stato un direttore d'orchestra olandese.
Suo nonno era direttore di una banda musicale militare, mentre suo padre suonava il contrabbasso nell'Orchestra di Arnhem.
Iniziò gli studi di violino e pianoforte già nei primi anni d'età. Entrò nell'Orchestra di Arnhem come violinista nel 1918. Spesso si esibiva con il fratello Co, anch'egli violinista, in duetti per violino e pianoforte.
Entrato al Conservatorio di Amsterdam, acquisì esperienza nella conduzione dirigendo degli ensembles dilettantistici a Schiedam e Zutphen e dirigendo il coro della chiesa di San Nicola ad Amsterdam.
Fu direttore della Società Orchestrale di Haarlem dal 1927 al 1931. Nel 1929 condusse per la prima volta la Orchestra reale del Concertgebouw di Amsterdam, diventandone poi secondo direttore nel 1931, sotto la supervisione di Willem Mengelberg, ed infine condirettore (sempre con Mengelberg).
Dopo la Seconda guerra mondiale (nel 1945), il suo collega abbandonò la condirezione dell'orchestra, in seguito alle polemiche sul suo (ancora oggi controverso) collaborazionismo con gli occupanti nazisti. Anche van Beinum ricevette una forte reprimenda nel dopoguerra, ma gli fu permesso di mantenere il posto fino al 1959. Secondo il compositore Kees Wisse, van Beinum "detestava i Nazisti e se ne tenne il più lontano possibile".
Nel 1947 assunse la direzione della London Philharmonic Orchestra, ma lasciò dopo due stagioni di successi. Nella biografia di Adrian Boult il critico musicale Michael Kennedy scrive che a quel tempo van Beinum "non stava bene" e che in ogni caso a quel tempo era anche direttore della Concertgebouw Orchestra, quindi a lui venne fatto subentrare Boult. In generale, van Beinum soffriva di problemi di salute: una particolare sofferenza al cuore lo lasciò impossibilitato a condurre larga parte della stagione 1950-51 della Concertgebouw Orchestra.
Nel 1954 van Beinum fece il suo esordio negli Stati Uniti, dapprima conducendo la Philadelphia Orchestra e poi dirigendo la Concertgebouw Orchestra nel suo primo tour statunitense.
Nel 1956 venne insignito del titolo di Grandufficiale dell'Ordine di Orange-Nassau per i suoi 25 anni di conduzione dell'Orchestra. Gli venne inoltre consegnato un dottorato honoris causa dall'Università di Amsterdam. Dal 1956 al 1959 fu direttore musicale della Los Angeles Philharmonic Orchestra.
Il 13 aprile 1959 van Beinum ebbe un infarto sul podio del Concertgebouw mentre provava la Sinfonia n. 1 in do minore di Johannes Brahms. Lasciò la moglie Sepha Jansen, violinista della Concertgebouw Orchestra, e il figlio Bart, che nel 2000 pubblicò un libro su suo padre (Eduard van Beinum, over zijn leven en werk).
Fu seppellito a Garderen, dove aveva stabilito la propria residenza. Nel 1960 venne istituita una fondazione a suo nome.